# Hammer und Sichel

Gekreuzte Hammer und Sichel, typische Darstellung der goldenen Werkzeuge auf rotem Hintergrund

Gekreuzte Hammer und Sichel, alternative Variante mit rot dargestellten Werkzeugen

Das Symbol der beiden Werkzeuge Hammer und Sichel in gekreuzter Form (Unicode: „☭“, russisch: серп и мо́лот, serp i mólot, wörtlich „Sichel und Hammer“) gilt neben dem roten Stern und der roten Fahne als das bekannteste und verbreitetste Symbol des Kommunismus, insbesondere der Varianten des Bolschewismus, Maoismus und der diversen weiteren marxistisch-leninistischen Strömungen. Die diktatorisch regierenden kommunistischen Staatsparteien in China, Vietnam und Laos verwenden gekreuzte Hammer und Sichel weiterhin als ihr Parteisymbol.
In der heute bekannten kommunistischen Form wurden gekreuzte Hammer und Sichel erstmals von der bolschewistischen Einparteiendiktatur unter Wladimir Lenin im Jahr 1918 eingeführt, zunächst als Staatssymbol Sowjetrusslands (1918–1922) und später auch der Sowjetunion (1922–1991). Im Selbstverständnis des Bolschewismus standen die gekreuzten Werkzeuge für die Einheit von Arbeiter- (Hammer) und Bauernklasse (Sichel) als revolutionärer Basis für die angestrebte „Diktatur des Proletariats“ und eine daran anschließende „klassenlose Gesellschaft“.
Die Totalitarismus- und Extremismusforschung wie auch die Religionssoziologie betrachten gekreuzte Hammer und Sichel als ein politisch-religiöses Symbol, dessen Stellung und Funktion im Bolschewismus vergleichbar mit jener des Hakenkreuzes im Nationalsozialismus ist, und das die traditionelle christliche Symbolik der von den Bolschewiki radikal bekämpften russisch-orthodoxen Kirche ersetzen sollte. Seit der bolschewistischen Machtübernahme in Russland im Jahr 1917 verwendeten zahlreiche weitere kommunistische Parteien, Organisationen und von Kommunisten diktatorisch regierte Staaten das Symbol in ihren Flaggen und Emblemen.
Der heutige gesellschaftliche Umgang mit dem Symbol ist ambivalent. Einerseits steht das Symbol in Verbindung mit dem gewaltsamen Tod von Millionen von Menschen weltweit, insbesondere während der bolschewistischen Diktatur in Sowjetrussland und der Sowjetunion (1917–1953) sowie den maoistischen Diktaturen in China (1949–1976) und Kambodscha (1975–1979). In der Konsequenz wird insbesondere in Staaten, die historische Erfahrungen mit einer kommunistischen Partei gemacht oder politisch von der Sowjetunion abhängig waren, Hammer und Sichel in gekreuzter Form überwiegend mit kommunistischen Verbrechen und Totalitarismus assoziiert. Daher ist die Verwendung des Symbols in einigen dieser Staaten auch gesetzlich verboten, wird strafrechtlich verfolgt und als Delikt der Verwendung der Hakenkreuzflagge gleichgestellt. Auch in Staaten ohne kommunistische Vergangenheit wird das Symbol oft mit Linksextremismus in Verbindung gebracht. Andererseits werden Hammer und Sichel teilweise weiterhin mit den utopischen Idealen des Kommunismus assoziiert, als Zeichen der Hoffnung verstanden und bei Demonstrationen genutzt.
Für sich alleine genommen stellen ungekreuzte Hammer und Sichel keine kommunistischen Zeichen dar. So nutzt das Wappen der Republik Österreich seit 1919 die Dreiheit von Hammer, Sichel und Mauerkrone zur Symbolisierung der drei Hauptstände des Landes: Arbeiter, Bauern und Bürgertum.

## Geschichte

### Ursprünge

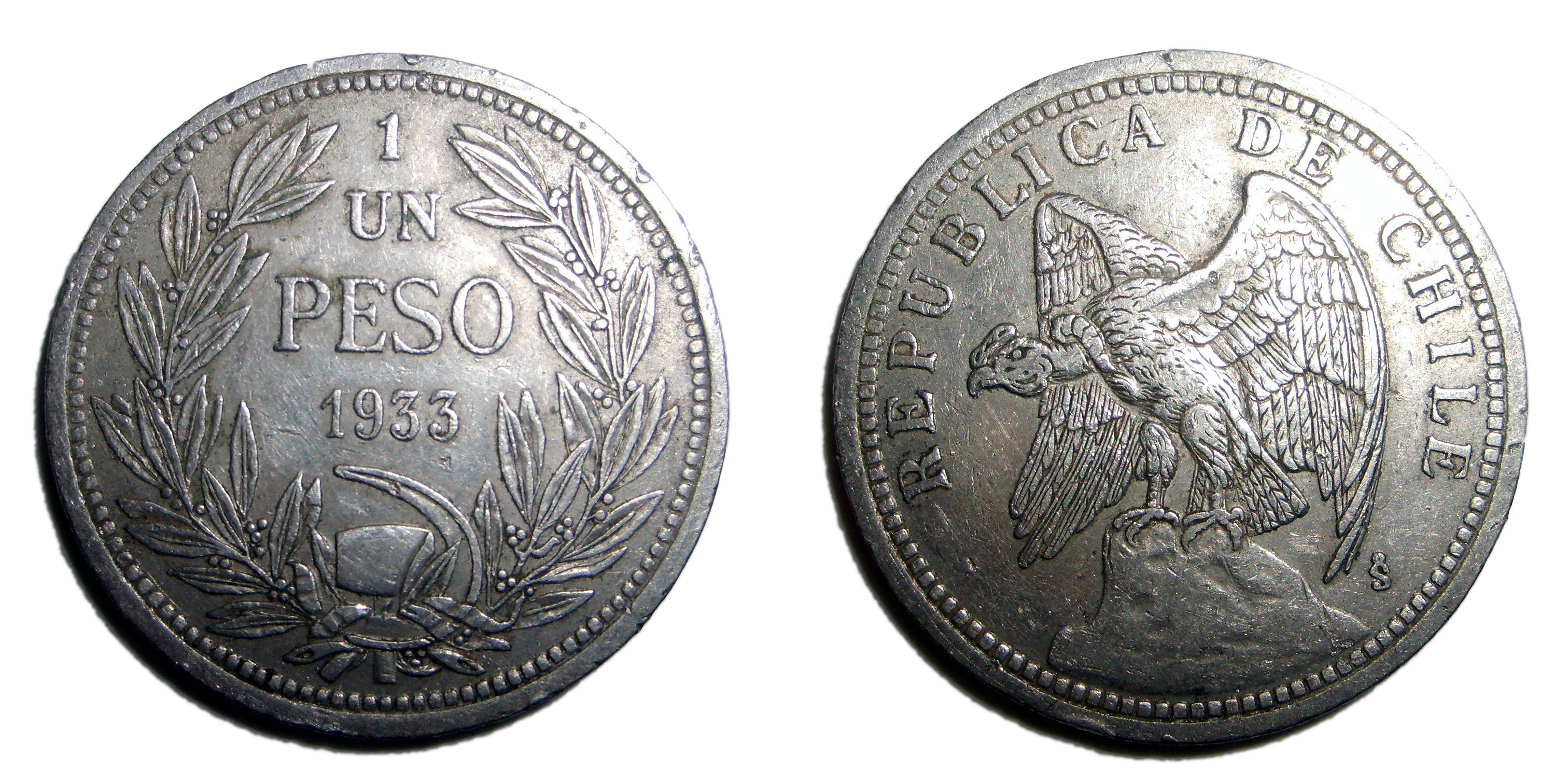
Frühe Version einer Sichel mit überkreuzten Hammer (1896)

Das Symbol von Hammer und Sichel in gekreuzter Form gilt heute als das bekannteste Symbol des Kommunismus. Für den Begründer der modernen kommunistischen Ideologie, Karl Marx, war das Symbol allerdings noch völlig unbekannt. Die Ursprünge gekreuzter Hammer und Sichel sind unklar, reichen aber definitiv noch in die Zeit vor der bolschewistischen Machtübernahme von 1917 zurück. Der Hammer galt seit dem 19. Jahrhundert als ein Symbol der Arbeiterbewegung, während die Sichel oft von den Bauern als Erntesymbol verwendet wurde. In gekreuzter Form taucht das Symbol 1896 auf der chilenischen Ein-Peso-Münze auf. Seit etwa 1904 war es auch in Ungarn bekannt.

### Symbol des Kommunismus

Das unter Lenin 1918 angenommene Staatswappen Sowjetrusslands

Das erste Staatswappen der Sowjetunion (1923–1936)

Als Symbol des Kommunismus wurden gekreuzte Hammer und Sichel jedoch erst von der bolschewistischen Einparteiendiktatur unter Parteiführer Wladimir Iljitsch Lenin in Sowjetrussland eingeführt. Seine erste öffentliche Nutzung erlebte das Symbol am 19. Juli 1918 auf der Vorderseite der neuen Verfassung Sowjetrusslands, wofür vor allem der Volkskommissar Anatoli Lunatscharski verantwortlich war. Hammer und Sichel wurden auch Teil der neuen Staatsflagge der Sowjetunion, deren Entwurf noch von Lenin gebilligt und im November 1923 von der sowjetischen Führung in Moskau angenommen wurde. Die Sowjetunion behielt die Flagge im Wesentlichen bis zu ihrer Auflösung im Jahr 1991 bei, nur die Form von Hammer und Sichel wurden geringfügig verändert und der rote Farbton im Jahr 1980 aufgehellt. Im Russischen werden die beiden Bestandteile des Symbols für gewöhnlich in umgekehrter Reihenfolge als серп и мо́лот (serp i mólot), wörtlich „Sichel und Hammer“ bezeichnet.
Seit dem Zusammenbruch des Ostblocks um 1990 ist die weltweite Verwendung von Hammer und Sichel stark zurückgegangen. In der Russischen Föderation erlebte das Symbol aber – losgelöst von seiner ursprünglichen ideologischen Bedeutung – eine Renaissance. So werden bei Paraden der Russischen Streitkräfte wieder Flaggen mit Hammer und Sichel verwendet. Auch im Staatswappen des international nicht anerkannten Transnistrien hat sich das Symbol aus Sowjetzeiten erhalten. Die Kommunistische Partei Frankreichs (PCF) trennte sich hingegen 2013 von Hammer und Sichel.

## Rezeption
Für die Totalitarismus- und Extremismusforschung wie auch für die Religionssoziologie verweist das Symbol auf den „stark religiösen Charakter“ der bolschewistischen bzw. marxistisch-leninistischen Ideologie. Ähnlich wie das Hakenkreuz im deutschen Nationalsozialismus, seien Hammer und Sichel in ihrer Bedeutung an die Stelle des christlichen Kreuzes getreten. So hält Alfons Söllner (1997) fest, dass sowohl das Hakenkreuz als auch Hammer und Sichel eine Funktion als „effektives Kollektivsymbol“ erfüllten, die durch „ihre intensive Nutzung in Massenveranstaltungen und Aufmärschen, wie überhaupt die Inszenierung von Massenerlebnissen und deren quasi-religiöse Ritualisierung zu den effektivsten Mitteln zählen, um Kollektivängste gleichzeitig präsent und in Schach zu halten“.

Staatsflagge der stalinistischen Sowjetunion (1936–1955)

Parteiflagge der Kommunisten im maoistischen China (1949–1976)

Parteiflagge der kambodschanischen Kommunisten (Rote Khmer) während ihrer Terrorherrschaft (1975–1979)

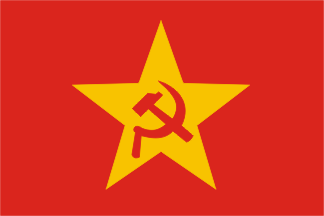
Parteiflagge der Arbeiterpartei Äthiopiens (1984–1991)

Klaus Georg-Riegl (2005) sieht Hammer und Sichel als Teil eines „revolutionären Sakralkanons“, den die Bolschewiki ab 1918 im Rahmen ihrer totalitären politischen Religion praktizierten. Dabei sollte die bisherige Sakralwelt der russisch-orthodoxen Welt vernichtet und deren traditionelle Symbolik (Kuppelkreuz, Heiligenbilder) durch die neue bolschewistische Symbolik (Hammer und Sichel, Sowjetstern, rote Fahne) ersetzt werden. Laut Peter Diem (1995) standen Hammer und Sichel für die Bolschewiki auch als Symbol für den universalistischen Anspruch ihrer Ideologie. Russell Hardin (1999) weist darauf hin, dass das mit Hammer und Sichel in gekreuzter Form symbolisierte Bündnis von Arbeiterschaft und Bauern ein „unlogisches Symbol“ sei, da es ein „unmögliches Bündnis“ repräsentiere: Eine stärkere Arbeiterschaft in Folge einer stärkeren Urbanisierung bedeute zwangsläufig den Ruin der meisten Bauern und deren Nachkommenschaft.
Der britische Journalist und Sachbuchautor Tim Marshall (2016) führt allgemein zum Hammer-und-Sichel-Symbols aus:
„Die rote Flagge mit Hammer und Sichel ist eine weitere jener Flaggen des 20. Jahrhunderts, die über den Gräbern von zig Millionen wehten. Aber sie wurde in den Köpfen der westlichen Welt nie so sehr mit dem Bösen verbunden wie ihr Nazi-Gegenstück, obwohl sie das Symbol eines Systems war, das unzählige Zivilisten in unzähligen Ländern getötet hat, vor allem in Russland und China, wo Millionen verhungerten.“
Die bis in die Gegenwart andauernden ambivalenten Wahrnehmung des Symbols erklärt Tim Marshall wie folgt:
„Doch immer noch gibt es Anhänger von Hammer und Sichel, die darin ein Zeichen der Hoffnung sehen. Es ist einiges an geistiger Akrobatik nötig, um über Gulag und Terror hinwegzusehen und zu sagen, ‚alles in allem genommen‘ sei Kommunismus eine gute Sache. Und selbst jetzt, nachdem die Archive geöffnet wurden, gibt es immer noch viele, die nicht akzeptieren wollen, dass eine Ideologie, an die sie ein Leben lang geglaubt haben, zum Massenmord beigetragen hat. Kaum jemand würde sagen, ‚alles in allem genommen‘ wären die Nationalsozialisten mit ihrer Vollbeschäftigung und dem Autobahnbau gut für Deutschland gewesen. Geht es jedoch um Hammer und Sichel, setzt die geistige Akrobatik ein. Ein Stück weit lässt sich das vielleicht mit den Ideen hinter den Flaggen erklären. Die Nationalsozialisten machten keinen Hehl über die Symbolik ihrer Flagge: Sie repräsentierte ihre Ansichten über Herrenrasse, Stärke, Schwäche und Reinheit [...]. Hammer und Sichel repräsentieren hingegen in der Symbolik, wenn nicht in der Praxis des Kommunismus, die Idee der internationalen Solidarität, Einheit von städtischem Proletariat und Bauern, Würde der Arbeit [...]. Also können ihre Verteidiger entweder Augen und Ohren vor den zahllosen Verbrechen, die begangen wurden, verschließen oder argumentieren, dass das, wofür die Flagge steht, gültig bleibe, auch wenn die Praxis diese Ideale verraten habe.“
Zum gegenwärtigen Umgang mit Hammer und Sichel in der weltweiten Öffentlichkeit konstatiert Tim Marshall:
„In einigen der Länder, die unter der Sowjetunion [...] gelitten haben, sind Hammer und Sichel verboten, weil sie dort als Zeichen für Grausamkeit, Folter, Verarmung, Kolonialismus und Totalitarismus gelten. Viele, die in der Tyrannei leben mussten, die unter diesem Zeichen ausgeübt wurde, schaudern, wenn sie an die Flagge denken. Doch es gibt auch andere Länder, die diese Herrschaft nicht ertragen mussten, wo manche jungen Leute noch immer an die Ideale glauben. Für sie bleiben das Rot und die Werkzeuge nützliche Kürzel, um Klassenbewusstsein, Auflehnung und Egalitarismus zu signalisieren.“

## Debatte, Verbote und strafrechtliche Verfolgung

Flagge der Sowjetunion in der Version von 1980 bis 1991

Seekriegsflagge der Sowjetunion (1950–1991) mit den gekreuzten Werkzeugen in rot sowie rotem Stern

Auf Ebene der Europäischen Union gilt die Debatte um den Umgang mit dem Hammer und Sichel Symbol als ein Beispiel dafür, dass nicht nur die EU die nationalen Diskurse der postkommunistischen Ländern samt ihrer Wertmaßstäbe und Standards beeinflusst, sondern umgekehrt auch die ehemaligen Ostblockstaaten als neue EU-Mitglieder ihre eigenen nationalen Erinnerungsdiskurse in die EU getragen haben. So forderten 2005 anlässlich der Diskussion über ein europaweites Verbot des Hakenkreuzes anlässlich des 60. Jahrestages des Zweiten Weltkrieges einige Vertreter osteuropäischer Staaten, Hammer und Sichel ebenfalls zu verbieten. So erklärte der ungarische EU-Parlamentarier József Szájer:
„Zur Geschichte des wiedervereinten Europas gehört leider auch eine andere totalitäre Diktatur des Bösen, der rote Kommunismus, der während seiner kurzen Herrschaft im 20. Jahrhundert ebenfalls für die systematische Ermordung von Millionen unschuldiger Menschen verantwortlich war. Wenn nun die Union ein Verbot des Hakenkreuzes vorschlagen will, dann empfehle ich, auch die Symbole der verhassten kommunistischen Diktatur einzubeziehen.“
Das europaweite Verbot des Hakenkreuzes konnte 2005 letztlich nicht durchgesetzt werden, da Ungarn und Litauen den Antrag mit der Begründung ablehnten, dass die kommunistischen Symbole ja auch legal seien.
Die Benutzung des Symbols Hammer und Sichel, ebenso wie die des Roten Sterns und anderer kommunistischer Symbole oder auch der Hymne der Sowjetunion, sind in Lettland, Litauen (seit 2008), Indonesien (seit 1966) und der Ukraine (seit 2015), sowie Moldau (seit 2012) verboten. In Ungarn war dieses von 1993 verboten, wurde im Jahr 2013 jedoch wieder legal. Ein derartiges Verbot bestand seit 2009 in Polen. Mit dem Urteil des Verfassungstribunals vom 19. Juli 2011 wurde es jedoch für verfassungswidrig erklärt und als vom Anfang an nichtig betrachtet.
Aufgrund der anhaltenden Verwendung des Symbols durch linksextreme Parteien und Gruppierungen gelten gekreuzte Hammer und Sichel als mögliches Symbol für Linksextremismus.

## Gegenwärtige Nutzung

Flagge der Kommunistischen Partei Chinas (seit 1996)
Flagge der Kommunistischen Partei Vietnams
Flagge der Kommunistischen Partei Libanons
Logo Vierte Internationale
Logo der Kommunistischen Partei Schwedens
Aeroflot-Uniform
Arbeiter und Kolchosbäuerin von Wera Muchina
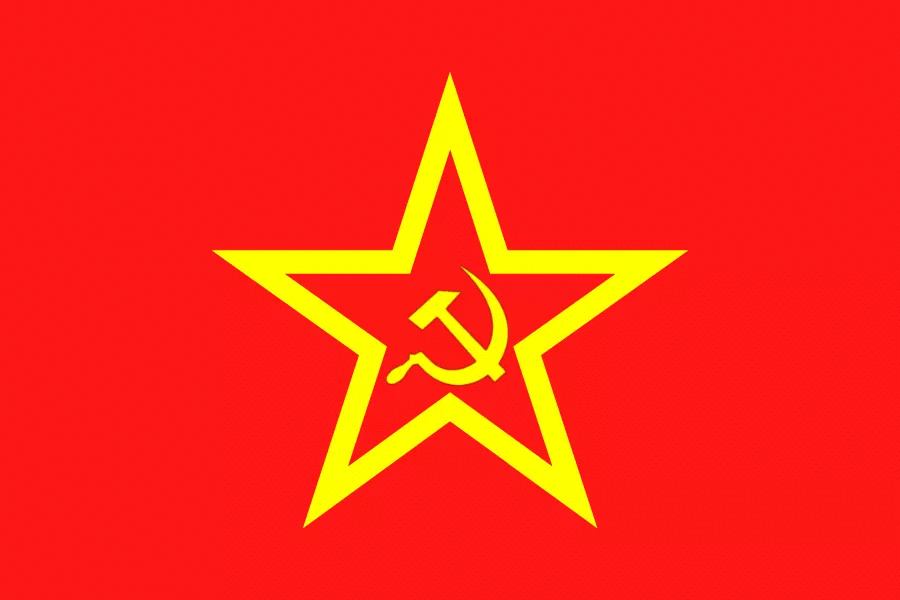
Kommunistische Suryoye Mesopotamiens
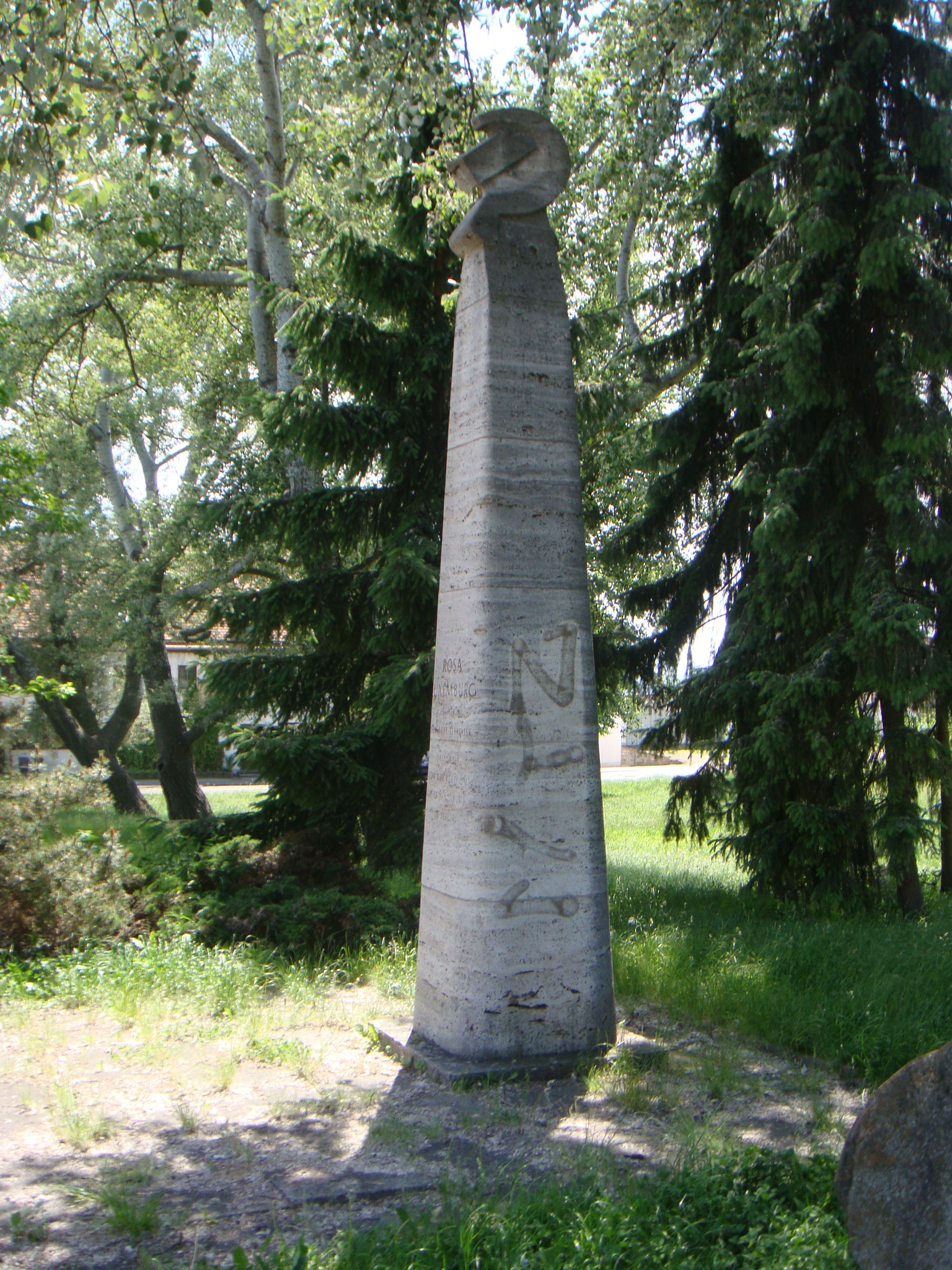
Rosa-Luxemburg-Denkmal in Weimar von Siegfried Tschierschky und Franz Dospiel 1959

### Nationalflaggen mit Hammer und Sichel
In diesen Nationalflaggen werden oder wurden Hammer und Sichel verwendet:
| Flagge                                 | Datum     | Funktion                               |
| -------------------------------------- | --------- | -------------------------------------- |
| Flagge der Sowjetunion                 | 1923–1991 | Flagge der Sowjetunion                 |
| Flagge der Chinesischen Sovietrepublik | 1931–1937 | Flagge der Chinesischen Sowjetrepublik |
| Flagge der Volksrepublik Albanien      | 1943–1944 | Flagge der Volksrepublik Albanien      |
| Flagge Transnistriens                  | seit 1990 | Flagge Transnistriens                  |
| Flagge Turkmenistans                   | 1991–1992 | Flagge Turkmenistans                   |

## Abwandlungen
Verschiedene Organisationen und Staaten verwendeten bzw. verwandten – beeinflusst von Hammer und Sichel – abgewandelte Symbole, bei denen Hammer bzw. Sichel als Symbole von Arbeiter- und Bauernklasse durch andere Bilder ersetzt sind und/oder ein oder mehrere weitere Elemente als Symbole weiterer Klassen (z. B. der Intelligenz) hinzugefügt sind. Die Kommunistische Partei Chinas benutzt ein leicht abgewandeltes Symbol. Der Griff der Sichel ist abgerundet.
In der Flagge Angolas wird die symbolische Aussage inhaltlich und grafisch beibehalten, aber umgekehrt: Die halbkreisförmige Sichel der Bauern wird durch das Zahnrad der Arbeiter ersetzt und der gerade Hammer der Arbeiter durch die Machete der Bauern. Im Wappen Angolas steht die Hacke für die Bauernklasse, das Buschmesser steht für den Unabhängigkeitskampf, das Zahnrad für die Arbeiterklasse und das aufgeschlagene Buch soll die Intelligenz des Landes darstellen. Die Gegenregierung der anfänglich maoistischen União Nacional para a Independência Total de Angola benutzte eine Kalaschnikow, Hacke und Buch als ihr Emblem.
Im ungarischen Wappen wurde von 1949 bis 1956 der Hammer als Symbol für die Arbeiterklasse und die Ähre als Symbol für die Bauern verwendet. Dieses Wappen wurde im selben Zeitraum auch in der ungarischen Nationalflagge geführt.
In der ehemaligen Flagge (1970–1991) der Volksrepublik Kongo (heutige Republik Kongo) steht der mit der Hacke gekreuzte Hammer für die Vereinigung der Bauern mit den Industriearbeitern.
Im Staatswappen der Deutschen Demokratischen Republik wurde die Aussage des Symbols durch den Hammer (Arbeiterklasse), den Zirkel (Intelligenz) und anstelle der Sichel den Ährenkranz (Bauern) getroffen. Es symbolisierte den „Arbeiter-und-Bauern-Staat“ im Bündnis mit der „Intelligenz“.
Das Emblem der Juche-Ideologie ist aus Hammer, Sense und dem traditionellen koreanischen Pinsel (stellvertretend für Literaten und Intellektuelle) zusammengesetzt. Die ideologische Symbolik ist also mit der des DDR-Wappens verwandt. Hier ist das Symbol auf der Flagge der Partei der Arbeit Koreas zu sehen.
In der Flagge und im Wappen Mosambiks findet sich eine starke Abwandlung von Hammer und Sichel, dabei symbolisiert die Hacke die Klasse der Bauern, die Kalaschnikow steht für den Unabhängigkeitskampf und das aufgeschlagene Buch soll die Intelligenz des Landes darstellen. Die Frente de Libertação de Moçambique verwendete für eine lange Zeit eine Flagge die Hammer gekreuzt mit einer Hacke zeigte.
In der von 1926 bis 1944 bestehenden, aus der Republik Tannu-Tuwa hervorgegangenen südsibirischen Tuwinischen Volksrepublik (einem Satellitenstaat der Sowjetunion) stand der Rechen für die Arbeiterklasse und die halbrunde Sichel für die Bauern.
Im Symbol der maoistischen, später hoxhaistischen Kommunistischen Partei Deutschlands/Marxisten-Leninisten (KPD/ML) und deren Nachfolgeorganisation „Roter Oktober“ stand der Hammer für die Arbeiterklasse, die halbrunde Sichel für die Bauern und das Gewehr für die Revolution.
Im Symbol der Communist Party of Britain steht der Hammer für die Arbeiterklasse und die Taube für den Frieden.
Das Symbol der Strasseristischen Schwarzen Front Otto Strassers zeigte Hammer und Schwert gekreuzt nach dem Vorbild von Hammer und Sichel.
Im Wappen der von 1920 bis 1922 bestehenden Fernöstlichen Republik, einem Satellitenstaat Sowjetrusslands, standen Anker, Schaufel, Garbe und Sense für die Einheit zwischen Fischern und Bergleuten.
In der von 1974 bis 2010 verwendeten Flagge Myanmars stand eine Reisähre für die Bauern und der Zahnkranz für die Arbeiterklasse.

Machete und Zahnrad: Teil der Flagge Angolas
Hacke, Buschmesser und Buch: Wappen Angolas
Hacke, Kalaschnikow und Buch: Wappen der UNITA-geführten Gegenregierung
Hammer und Gerstenähre des ungarischen Wappens
Hammer und Hacke: Teil der ehemaligen Flagge der Republik Kongo
Hammer und Zirkel im Ährenkranz: Teil des Staatswappen der DDR
Hammer und Sichel der Chinesischen Kommunisten
Hammer, Sense und Pinsel: Flagge der PdAK
Hacke, Kalaschnikow und Buch: Wappen Mosambiks
Hammer, Hacke und Stern: Flagge der FRELIMO
Rechen und Sichel: Wappen der Tuwinischen Volksrepublik
Hammer, Sichel und Gewehr: Symbol der KPD/ML
Logo der Marxistisch-Leninistischen Partei Deutschlands, mit Buch
Hammer und Schwert: Symbol der Schwarzen Front
Anker, Schaufel, Garbe und Sense: Wappen der Fernöstlichen Republik
Ähre und Zahnrad: ehemalige Flagge Myanmars
Hammer und Taube: Symbol der CPB
Hammer und Ähren: Wahlsymbol der CPI

## Nicht-kommunistische Verwendung

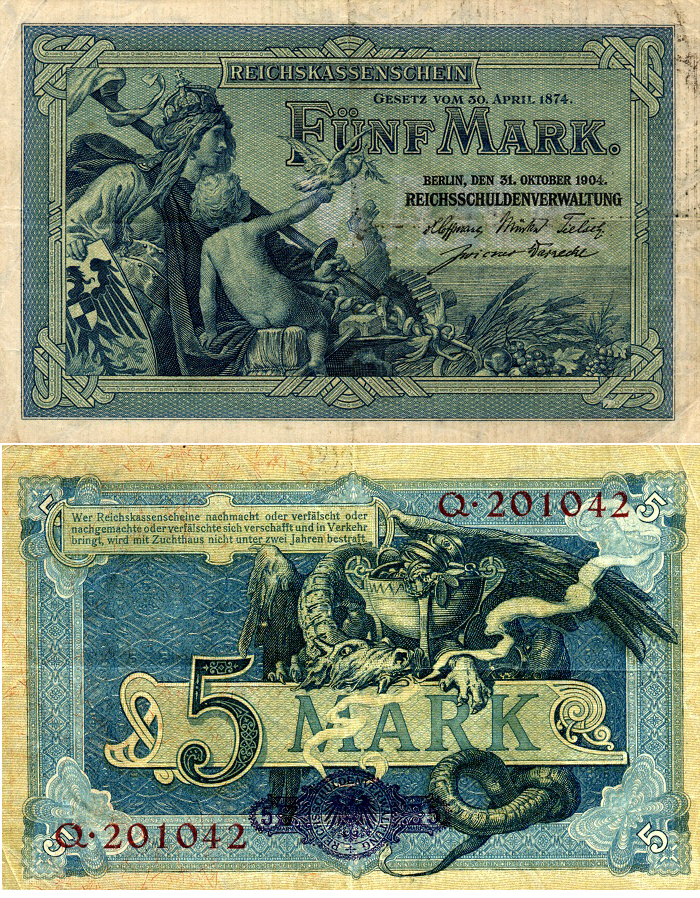
Vorder- und Rückseite des 5 Mark-Reichskassenscheins

Auf Banknoten und Münzen des Deutschen Reiches, der Weimarer Republik und des Dritten Reiches waren Hammer, Sichel, Pflug oder Ährenbündel häufig bei dem stilisierten Arbeiter oder der Arbeiterin anzutreffen. Wesentlich war hier die Symbolisierung von Macht und Stärke, die sich auf die Arbeit gründet. Die Banknoten zeigten deshalb nicht zufällig zugleich auch kriegerisch anzusehende Symbole, die die Wehrhaftigkeit verkörpern, wie z. B. die Nationalallegorie Germania mit Schild und Schwert. Paarweise findet sich Hammer und Sichel auf den deutschen Geldzeichen bis 1945 nur selten, so beispielsweise auf dem Reichskassenschein 5 Mark – nach Gesetz vom 30. April 1874 von der Reichsschuldenverwaltung ausgegeben.

Wappen Österreichs

Als vermeintlich kommunistisches Symbol gab es in der Vergangenheit Anläufe aus dem Volk und von manchen Medien Sichel und Hammer aus dem Wappen der Republik Österreich zur Entfernung zu bringen.

## Darstellung als Zeichen am Computer

### Unicode
Der hexadezimale Unicode des Hammer-und-Sichel-Symbols lautet U+262D. Das Ergebnis ist ☭ bzw. als Grafiksymbol  falls der verwendete Unicode-Zeichensatz dieses Zeichen nicht beinhaltet.
Manche Betriebssysteme oder grafische Benutzeroberflächen wie GNOME erlauben die Darstellung von Hammer und Sichel als Sonderzeichen bei gleichzeitigem Halten von Strg+Shift+u, gefolgt von dem Code 262D.

### HTML
Die Eingabe der Zeichenfolge &#9773; in HTML-Code hat ebenfalls die Anzeige des Symbols als Schriftzeichen zur Folge.